# Друг Ольга Миколаївна
О́льга Микола́ївна Дру́г (нар. 30 серпня 1957) — українська письменниця, історик, києвознавець. Заслужений працівник культури України (2008).

## Загальні відомості
Ольга Миколаївна Друг — історик, письменниця, автор книг і статей про Київ. Серед її найбільш відомих праць: «Вулицями Старого Києва», «Від війта — до мера», «Особняки Києва» (у співавторстві). Дослідниця сімейного бізнесу Семадені. Також нею підготовлена публікація книги купця 1-ї гільдії Олександра Паталєєва «Старий Київ (Спогади Старого Грішника)».
Працює завідувачкою відділу «Київ другої половини 17 ст. — лютий 1917 р.» Музею історії міста Києва, провідний науковий співробітник, стипендіатка Фонду «Україна 3000». Бере активну участь у проектах збереження культурної спадщини.
Лауреат премії «Українська книжка року 2014» у номінації «За вагомий внесок у розвиток українознавства» за видання «Вулицями старого Києва».

## Праці
- Особняки Києва / О. М. Друг, Д. В. Малаков. — Київ : Кий, 2004. — 824 с. — ISBN 966-7161-60-9.
- Від війта — до мера / В. Ковалинский, О. Друг, О. Мельник. — Київ : Дон-97, 2004. — 64 с. — ISBN 966-7320-00-6.
- Вулицями старого Києва / О. М. Друг; дизайн і худож. оформ. С. Іванов, І. Шутурма. — Львів : Світ, 2013. — 496 с. — (Історичні місця України) — ISBN 978-966-603-849-7.
- Київ: історія, архітектура, традиції / уклад. О. М. Друг, Ю. Ференцева. — Київ : Балтія-Друк, 2016. — 104 с. — ISBN 978-966-8137-86-0.
- М. О. Леопардов — почесний член Церковно-археологічного товариства / Друг Ольга Миколаївна // Могилянські читання 2002: Зб. наукових праць. — К., 2003. — С. 189—192.
- Липський гербовник / О. Друг; гол. ред. С. Головко. — Київ : Либідь, 2016. — 88 с. — ISBN 978-966-06-0716-3.
- До історії київської садиби XIX—XX століть: вулиця Липська № 16
- Матеріали архітектора Павла Альошина в Музеї історії міста Києва / О. Друг // Пам'ятки України: історія та культура. — 2013. — № 11. — С. 70.
- Вечный Киев. Жизнь большого города / В. Ковалинский, О. Друг; глав. ред. В. Строля; фото О. Иванов и др. — Київ : Балтія-Друк, 2013. — 124 с. — ISBN 978-966-8137-98-3. (рос.)